# Iiris
Iiris Vesik (Tallinn, 16 luglio 1991) è una cantautrice estone.

## Biografia
Il suo album di debutto The Magic Gift Box è uscito nel marzo del 2012 con la casa discografica EMI Music Finland.
Iiris ha studiato al Jakob Westholmi Gümnaasium nel 1998, diplomandosi nel 2010. Ha un fratello più giovane e due sorellastre più giovani.
Viene conosciuta dal grande pubblico grazie alla sua apparizione nel 2003 all'Eurolaul.
Vesik ha rappresentato l’Estonia nell’Eurovision Song Contest in tre occasioni: nel 2008, con la canzone Ice-Cold Story, scritta da Riine Pajusaar, si è piazzata seconda nell'Eurolaul competition.; 
nel 2010 ha partecipato con il brano da lei composto Astronaut, piazzandosi al quarto posto nell’Eesti Laul competition.;
nel 2016, insieme a Cartoon, Kerli & Kristel Aaslaid è stata tra coloro che hanno scritto il brano Immortality, cantato da Cartoon e Kristel Aaslaid nell’Eesti Laul 2016. Ha partecipato con Agoh all’Eesti Laul 2018 con la canzone Drop That Boogie, piazzandosi 5º nella finale.

## Stile musicale
Lo stile di Iiris richiama quello di altri artisti tra i quali Björk, Florence and the Machine, Kate Bush, Kerli e Regina Spektor.

## Discografia

### Album in studio
- The Magic Gift Box (2012, EMI Music Finland/Virgin Records)

### EP
- Chinaberry Girl  (2013, Universal Music Group)
- Hope (2016, Dreamweaver)

### Singoli
- Ice-Cold Story (Audiosus, 2007)
- Alien (Rockhouse, 2008)
- Astronaut (Sethh Sound, 2010)
- Melyse (EMI Music Finland, 2011)
- Weirdo (EMI Music Finland, 2012)
- Tigerhead (Universal Music Finland, 2013)
- Iiridescent Love (Hand In Hive U.K, 2015)
- Hope (Dreamweaver, 2016)
- Stranger (Dreamweaver, 2017)
- Star (2018)